# Seznam angleških pianistov
Seznam angleških pianistov.

## A
- Thomas Adès

## B
- Gary Barlow
- George Benjamin
- Benjamin Britten

## C
- Imogen Cooper
- Johann Baptist Cramer
- Paul Crossley
- Clifford Curzon
- William George Cusins

## D
- Julius Drake

## G
- Jack Gibbons
- Percy Grainger

## H
- Nicolas Hodges
- Joseph Holbrooke
- Jools Holland

## J
- Elton John

## L
- John Lill
- Moura Lympany

## M
- Joanna MacGregor
- Wayne Marshall
- Tobias Matthay
- Gerald Moore

## O
- John Ogdon

## P
- Antonio Pappano

## R
- Bernard Roberts

## S
- Ronald Smith
- Kaikhosru Shapurji Sorabji

## W
- David Wilde

## w
- Andrew Wilde (pianist)